# Memory of Mankind

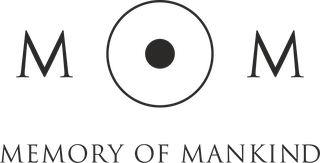
Logotipo del proyecto MOM

Memory of Mankind (MOM; traducible al español como Memoria de la Humanidad) es un proyecto de preservación fundado en 2012 por Martin Kunze. El objetivo principal es preservar el conocimiento sobre nuestra civilización actual del olvido y la amnesia colectiva. La información se imprime en tabletas de cerámica, almacenadas en una mina de sal de Hallstatt, Austria. Más que un simple proyecto de archivo, pretende crear una especie de cápsula del tiempo, permitiendo que las personas participen permitiéndoles enviar textos e imágenes. A diferencia de los archivos nacionales, el contenido para MOM es recopilado por cualquiera que participe. Es una historia colectiva, "de abajo hacia arriba".

## Ambiciones
Varias motivaciones son la base del proyecto. La principal ambición de MOM es preservar una imagen de nuestra era, creada por numerosos participantes en todo el planeta. MOM también contendrá información que nuestra sociedad está obligada a enviar al futuro, por ejemplo, descripciones de repositorios de residuos nucleares. En tiempos donde el calentamiento global, el peligro nuclear y la guerra biológica amenazan la existencia de la civilización, MOM sirve para salvar el conocimiento básico y la cultura adquirida durante siglos como medida de respaldo. En caso de colapso, el proyecto MOM podría ayudar a los sobrevivientes a reconstruir la civilización. 
Vinculado a esto, otra razón es de orden político: frente a la falta de reactividad de las autoridades con respecto al calentamiento global, el proyecto MOM es un recordatorio de lo que puede suceder. Las civilizaciones romana y griega cuyas historias han sido reconstruidas por el pequeño porcentaje de textos y artefactos que sobrevivieron hasta nuestros días son ejemplos que han inspirado el proyecto MOM. Finalmente, es una crítica de nuestra civilización digital. Según Kunze, tal vez nada del siglo XXI dure en el futuro, ya que la mayoría de nuestras interacciones ahora son virtuales. La "precisión vs. mierda" es uno de los temas principales del proyecto MOM. Preocupado por la pérdida de información, el proyecto solo puede tener como objetivo guardar un fragmento de la información producida hasta el día de hoy, pero este fragmento debe ser representativo.

## Contenido
La recopilación de contenido está inevitablemente sujeta a parcialidad. Para tener esto en cuenta, el contenido se divide en tres secciones y se agrega tanta metainformación como sea necesario a cualquier contribución para permitir que los futuros buscadores apliquen la crítica de origen. El proceso de recolección no está centralizado, sujeto a cada país, región o entidad.
Las tres secciones son:
- Contenido individual: contenido subido por individuos, acompañado con una declaración de por qué este texto en particular es digno de preservación. Cada contenido individual está marcado como "contenido privado" en el índice general de MOM.
- Contenido general: contenido recopilado automáticamente para evitar sesgos. por ejemplo, las editoriales diarias de periódicos de todo el mundo, perfiles de Facebook seleccionados al azar, revistas semanales o mensuales de diferentes temas (con la "metainformación": números de lectores, motivo de selección de la revista respectiva, descripción del grupo objetivo). La herramienta de descifrado de idiomas ("pictionary") también es parte de esta sección.
- Contenido específico: en esta sección, MOM se usa como un "medio". Las instituciones externas aportan contenido a MOM y utilizan el almacenamiento y el medio (microfilm cerámico). Por ejemplo: industria nuclear (información sobre repositorios de residuos).

## La mina de sal

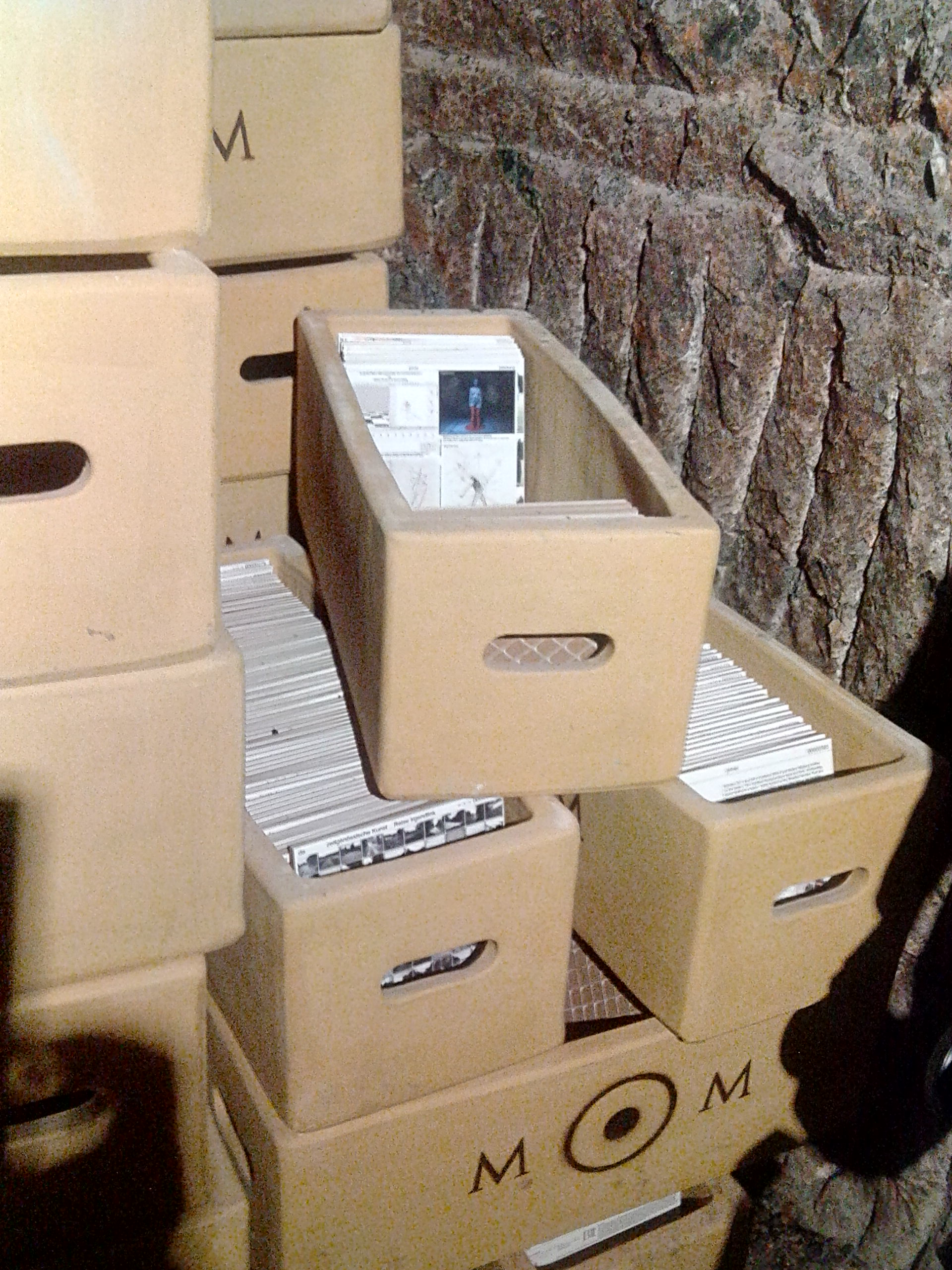
Contenedores del proyecto MOM. Nótense las tabletas de cerámica en el interior de los mismos.

La mina de sal de Hallstatt es la mina de sal más antigua continuamente explotada por el hombre. Varios factores contribuyen a su idoneidad para los archivos de MOM. Además de la profundidad y estabilidad relativa de la mina, la sal absorbe la humedad y deseca el aire, y tiene una plasticidad natural que ayuda a sellar grietas y fracturas manteniendo las cavernas a prueba de agua.

## Tabletas de cerámica con datos
Las tabletas de arcilla sumerias inspiraron las tabletas de MOM. Estas variantes modernas están hechas de cerámica, un material que puede manejar información durante mucho tiempo, resiste hasta 1200 °C (2200 °F), productos químicos, agua, radiación, magnetismo y presión y puede "solo ser destruido por un martillo". (incluso si una tableta se rompe, la información no desaparecerá). El objetivo es tener el soporte más duradero disponible, capaz de llevar el mensaje durante un largo período de tiempo (un millón de años). Las tabletas miden 20x20 cm, un tipo lleva imágenes y texto con una resolución de 300 ppp, el otro tipo es "microfilm cerámico" y lleva hasta 5 millones de caracteres. Es un requisito que la información sea analógica y reconocible como datos para futuros buscadores.
Se han anticipado variaciones de idiomas a lo largo del tiempo e incluso la hipótesis de una inteligencia extraterrestre que descubra los archivos de MOM. Una vez más, los creadores de MOM se inspiran en los métodos históricos. Diseñaron su propia "Piedra Rosetta", traducida en varios idiomas con el juego de caracteres y sistema numérico apropiado, un tiempo astronómico que indica "2013" (a través de eventos extremadamente raros de tránsitos simultáneos de Mercurio y Venus) y miles de imágenes que representan situaciones concretas con las palabras correspondientes, completadas por los volúmenes teóricos de las lenguas principales, por ejemplo, frases, gramática, tesauro y ortografía.

## La ficha y la reunión ceremonial
Se entregará una ficha (un disco de 6,5 cm de diámetro) a todos los participantes del proyecto MOM. En su superficie limitada, el token indica un punto en nuestro planeta con una precisión de unos diez metros. La parte frontal representa el contorno de Europa, apuntando a Hallstatt. La parte posterior muestra la posición de la entrada a la MOM en relación con la forma del lago Hallstatt . Además, hay una pista sobre el mineral de sal (una estructura cúbica). Debido al diseño de MOM y el token, el archivo solo puede ser recuperado por una sociedad con una comprensión técnica y física del mundo similar a la que tenemos desde finales de los 80's. Esto tiene como objetivo garantizar que las técnicas para decodificar el contenido estén disponibles para futuros buscadores. 
En el túnel de entrada se colocará un "hilo de Ariadna" en forma de tabletas cerámicas con indicaciones matemáticas de la dirección y profundidad, incluyendo "espacios", que también están matemáticamente indicados, para evitar la recuperación accidental de una sociedad inmadura. Una instrucción para un rito de pasaje ceremonial se adjunta a esta ficha: se supone que los propietarios se reúnen cada 50 años para conmemorar y decidir si la Humanidad todavía conoce el contenido de MOM y si se necesitan extensiones. La ficha debe ser transmitida a los descendientes de los propietarios. A diferencia de otras cápsulas de tiempo que predefinen las fechas de apertura (sin considerar si en ese momento existirá un destinatario apropiado), la ficha de MOM define la cultura en lugar de la fecha de la apertura asegurando que una sociedad premadura no podría interpretar la ficha.

## Aspecto de micromecenazgo
MOM se distingue por pedir contribuciones tanto de entidades públicas como privadas, ya sean empresas o personas comunes. Las contribuciones pueden ser financieras o simplemente contenidas para ser almacenadas. Las recetas de cocina y las historias personales son ejemplos de contribuciones que pueden almacenarse. A cambio de una contribución, el colaborador recibe una de las fichas de cerámica.

## Costos
MOM es un proyecto global: para permitir a los ciudadanos de cada país representarse a sí mismos, los costos de las tabletas varían según la tabla de clasificación del ingreso nacional bruto per cápita del Banco Mundial.